# Judd Winick
Judd Winick (Long Island, 12 febbraio 1970) è uno sceneggiatore, fumettista e artista statunitense.
Divenne famoso per aver partecipato, nel 1994 al reality show di MTV The Real World. Successivamente, è diventato celebre nel mondo dei fumetti, per essere stato autore di Freccia Verde, Lanterna Verde e del graphic novel autobiografico Pedro and Me. È inoltre il creatore della serie Juniper Lee, andata in onda su Cartoon Network.